# Vlag van Yerseke

Vlag van Yerseke

De vlag van Yerseke bestaat uit een wit veld met het gemeentewapen afgebeeld. Deze vlag heeft geen officiële status, omdat het is de dorpsvlag van het Nederlandse dorp Yerseke, in de gemeente Reimerswaal.

## Ontwerp gemeentevlag

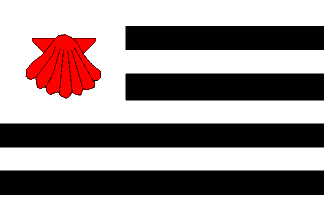
Ontwerp gemeentevlag van gemeente Yerseke

Het concept gemeentevlag is in 1970 door ir. A.J. Beenhakker ontworpen voor de toenmalige Zeeuwse gemeente Yerseke, omdat Yerseke geen gemeentevlag kent. De beschrijving luidt: 
Negen evenhoge banen van wit en zwart, met in de broektop een wit vierkant waarin een rode schelp.
De zwarte banen vertegenwoordigen de negen hermelijnenstaarten die in het gemeentewapen zijn weergegeven. Omdat er te veel banen zouden zijn, is er besloten om vier zwarte en vijf witte banen te creëren. Het kanton met de schelp voor het kweken van oesters en mossels. Deze schelp is geselecteerd omdat zijn vorm kenmerkender is dan die van een oester of mossel.
Tot 1 april 1970 vormde Yerseke een zelfstandige gemeente, toen ging het op in de nieuwe gemeente Reimerswaal en daardoor is de concept gemeentevlag geannuleerd.

## Verwante afbeelding

Het wapen van Yerseke

Boschkapelle
· Cadzand
· Clinge
· Eede
· Graauw en Langendam
· Haamstede
· 's-Heer Arendskerke
· 's-Heerenhoek
· Heille
· Heinkenszand
· Hengstdijk
· Hoedekenskerke
· Hoek
· Hoofdplaat
· Koewacht
· Kwadendamme
· Nieuwerkerk
· Nieuwvliet
· Ossenisse
· Ouwerkerk
· Overslag
· Philippine
· Retranchement
· Rilland
· Scharendijke
· Serooskerke (Schouwen-Duiveland)
· Serooskerke (Veere)
· Sint Anna ter Muiden
· Sint-Annaland
· Sint Kruis
· Sirjansland
· Stoppeldijk
· Yerseke